# بازی شکار گوزن

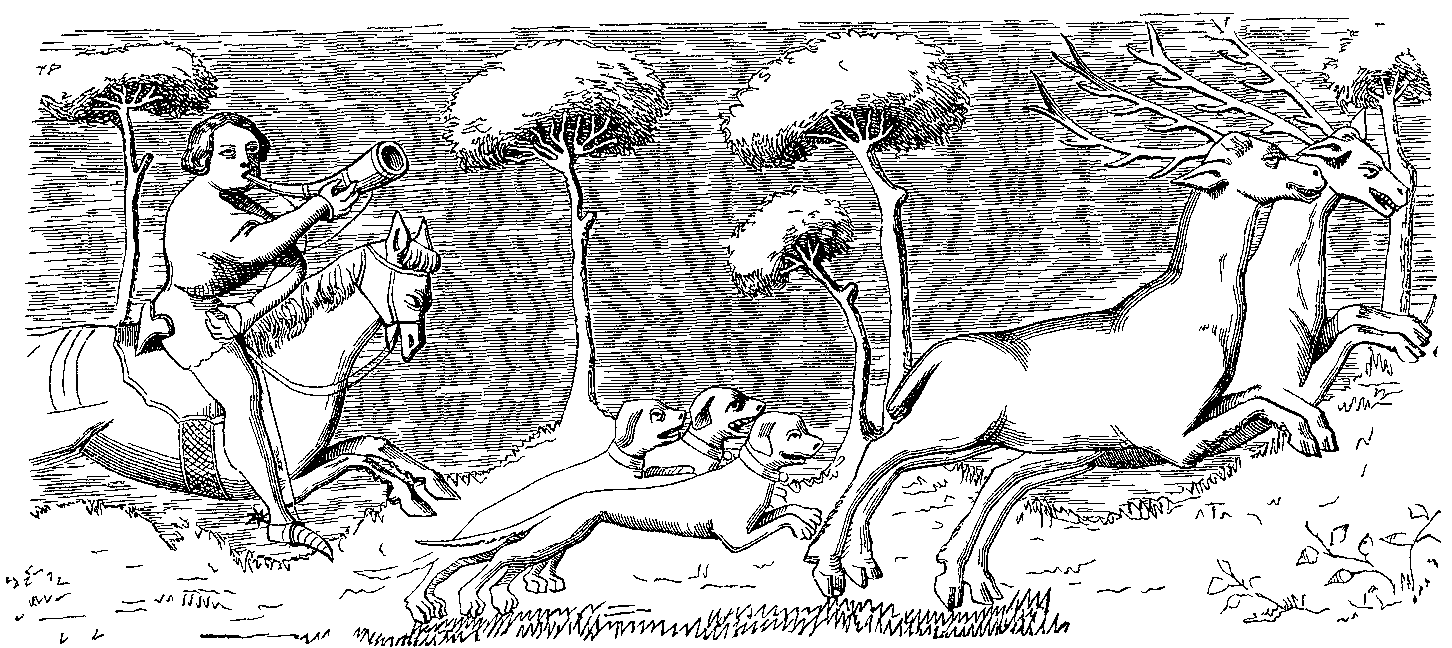
"طبیعت و ظاهر گوزن" برگرفته از "Livre du Roy Modus" ساخته‌شده در سده ۱۴

در نظریه بازی‌ها، بازی شکار گوزن (به انگلیسی: Stag hunt) بازی است که تضاد میان امنیت و همکاری اجتماعی را شرح می‌دهد. این نظریه باعنوان‌های بازی اطمینان (به انگلیسی: assurance game)، بازی هماهنگی (به انگلیسی: coordination game) و دوراهی اعتماد (به انگلیسی: trust dilemma) نیز شناخته می‌شود. ژان-ژاک روسو این نظریه را این‌گونه مطرح می‌کند:
دو شکارچی برای شکار گوزنی به جنگل می‌روند. هر یک از آنان می‌تواند به تنهایی در پی شکار گوزنی باشد. اما احتمال این امر بسیار پایین است. همچنین آنان می‌توانند به تنهایی در پی شکار خرگوشی باشند. اما احتمال آن نیز کم است چرا که شکار یک خرگوش توسط یک شکارچی باعث خواهد شد شانس شکارچی دوم برای شکار خرگوش به شدت کاهش یابد. از طرف دیگر، منافع حاصل از شکار گوزن بسیار بیشتر از شکار یک خرگوش (آن هم با احتمال بسیار کم) است. بهترین گزینه ممکن، همکاری دو شکارچی برای شکار یک گوزن است که هر دو می‌توانند در این شکار سهیم شده و از منافع آن بهره‌مند گردند.
اما این شکار، مستلزم صبر و تحمل زیاد، همکاری دو شکارچی و اعتماد آنان به یکدیگر است. ممکن است ساعت‌ها یا روزها طول بکشد که گوزنی به محل شکار برسد؛ بنابراین باید دو شکارچی از تحمل بالایی برخوردار بوده و اغوا نشوند که با شکار یک خرگوش، باعث فرار گوزن از محل شکار شوند؛ بنابراین رسیدن به این تفاهم و همکاری مستلزم اعتماد و دورنگری دو شکارچی است. همچنین شکار گوزن مستلزم حسن نیت و خیرخواهی، اما شکار خرگوش حاکی از خودخواهی شکارچیان است.